# Station Aberystwyth
Aberystwyth is een station van National Rail in Ceredigion in Wales. Het station is eigendom van Network Rail en wordt beheerd door Transport for Wales. Het station is geopend in 1860. 